# Euparkerella robusta
Euparkerella robusta ou Rãzinha-do-folhiço é uma espécie de anfíbio  da família Leptodactylidae.

## Área de Ocorrência
Euparkerella robusta é endêmica do Brasil, ocorrendo exclusivamente no bioma Mata Atlântica. Sua presença é conhecida apenas na localidade-tipo, situada no município de Mimoso do Sul, estado do Espírito Santo.

## População
A espécie é considerada rara e de difícil encontro. A série-tipo é composta por seis exemplares, e em outubro de 2011 foram encontrados novos exemplares em uma fazenda muito próxima à localidade-tipo. Apesar dos fragmentos florestais na região serem bem amostrados, a espécie não é encontrada em outras localidades.

## Ameaças
A principal ameaça à espécie é a atividade agropecuária no entorno do fragmento onde foi encontrada. Essa atividade provoca declínio contínuo da extensão de ocorrência, área de ocupação, qualidade do habitat e número de localizações.

## Estado de Conservação
O ICMBio categorizou a espécie como Criticamente em Perigo (CR) pelos critérios B1ab(i,ii,iii,iv)+2ab(i,ii,iii,iv).